# Zeche Monopol Schacht Grimberg 3/4
Die Zeche Monopol Schacht Grimberg 3/4 war ein Steinkohlebergwerk in Bergkamen im nördlichen Ruhrgebiet. Sie gehörte wie die 4 km nördlich gelegene Zeche Grimberg 1/2 zur Zeche Monopol, dann Zeche Haus Aden (bis 2010: Bergwerk Ost mit Grubenfeldern von 285 km²). Die Anlage befand sich in Bergkamen-Weddinghofen an der Schulstraße. Auf dieser Zeche ereignete sich 1946 das schwerste Grubenunglück in Deutschland.

## Bergwerksgeschichte
Der von Juli 1923 bis November 1926 abgeteufte Schacht 3 erreichte bei 411 m Teufe das Karbon. 1927 stillgelegt, soff er 1930 ab. Nach dem Sümpfen von 1932 bis 1934 wurde er 1936 wieder in Betrieb genommen, 1946 nach dem schweren Grubenunglück bis 800 m Teufe verfüllt, 1951 erneut in Betrieb genommen, 1972 in Haus Aden 3 umbenannt und 1987 auf eine Teufe von 1635 m weitergetrieben. 1994 wurde der Schacht verfüllt.
Der daneben gelegene Schacht 4 wurde vom April 1934 bis April 1936 abgeteuft. 1936 wurde er in Betrieb genommen, nach dem schweren Grubenunglück 1946 mit einem Betondeckel verschlossen, 1948 wieder eröffnet, 1972 umbenannt in Haus Aden 4 und 1995 schließlich verfüllt.
Am 11. September 1944 kamen bei einer Schlagwetterexplosion 107 Bergleute, darunter viele sowjetische Zwangsarbeiter, ums Leben. Schon damals waren die Sicherheitsvorkehrungen mangelhaft und die Priorität lag bei möglichst hoher Kohleförderung, trotz erkennbarer Kohlenstaubbelastung und einem besonders hohen Methangehalt der Kohle im Schacht Grimberg.
Am 20. Februar 1946 kam es um kurz nach 12 Uhr zu einer kombinierten Kohlenstaub- und Schlagwetterexplosion (Methan) im Schacht Kuckuck. Die Druckwelle schoss dabei den rund 900 m tiefen Förderschacht hinauf bis an die Oberfläche und zerstörte dort Betriebsteile. 405 Bergarbeiter und sonstige Personen starben unter Tage (drei weitere später im Krankenhaus), darunter der Werksleiter und drei britische Offiziere der North German Coal Control, die sich unter Tage einen modernen Kohlehobel ansehen wollten. Die Fördereinrichtungen von Schacht 3 wurden vollständig zerstört. Nur 64 Bergleute überlebten, die über den Schacht Kiwitt (Grillo 3) gerettet wurden. Wegen der langen Rettungswege reichten die Sauerstoffgeräte der Grubenwehren, die aus zwölf Nachbarbergwerken zu Hilfe kamen, nicht aus und es gab wegen der ausgefallenen Bewetterung weitere Explosionen sowie Brände. Wenige Tage später wurde deshalb beschlossen, die Rettungsversuche einzustellen und den Schacht sowie die Verbindung zur Nachbarzeche mit einem Damm zu schließen. Am 23. Februar konnten zuletzt noch acht Männer geborgen werden.
Der letzte Überlebende des Unglücks war Friedrich Hägerling (* 1922, † 2013). Er wurde 30 Stunden nach dem Unglück gerettet und musste sich anschließend vor der britischen Militärverwaltung verantworten. Diese warf ihm vor, sich vor der Arbeit gedrückt und nur deshalb überlebt zu haben. Erst nach seiner detaillierten Zeugenaussage wurde Hägerling freigesprochen. Trotz hoher Spenden aus der Bevölkerung kam es wegen der Entwertung durch die Währungsreform und Unzulänglichkeiten bei der Verteilung der Spendengelder zu großen Härten bei den Hinterbliebenen.
Anderthalb Jahre später wurde die Grube geflutet, da es dort immer noch brannte. Zu einer vollständigen Aufklärung der Betriebsmängel kam es nicht, doch kritisierte der Untersuchungsbericht hinsichtlich des Kohlenstaubs: „Vom Streb bis in den Querschlag ging man wie auf einem Teppich.“
Infolge des Unglücks wurden die Rettungsgeräte in Deutschland verbessert. Statt Sauerstoffvorräte von zwei Stunden wurden solche mit vier bis acht Stunden entwickelt und 1952 zugelassen. Da viele der Opfer an Kohlenmonoxidvergiftung starben, wurden schon seit den 1930er Jahren bekannte Kohlenmonoxidfilter verpflichtend für die Bergleute eingeführt.
1948 wurde die Zeche wiedereröffnet. Im Sommer 1952 wurde der Schacht 3 erneut abgeteuft. 1994 wurde er stillgelegt. Im Jahr 1996 wurden beide Schächte abgebrochen, 2003 auch die Tagesanlagen. Noch heute gibt es gelegentlich Gedenkfeiern auf dem Waldfriedhof Bergkamen. Dort liegen auch Teile der Körper von Opfern des Unglücks von 1946, die man erst später fand.

## Denkmal 1946
An Deutschlands schwerstes Grubenunglück erinnert ein neun Meter hohes Denkmal auf dem Friedhof Am Südhang (ehemals Kommunalfriedhof Weddinghofen), auf dem die Namen der über 400 Opfer eingraviert sind. Der Entwurf (mit den Reliefs eines Bergarbeiters und einer Bergarbeiterfrau) stammt vom Bildhauer Wilhelm Wulff.

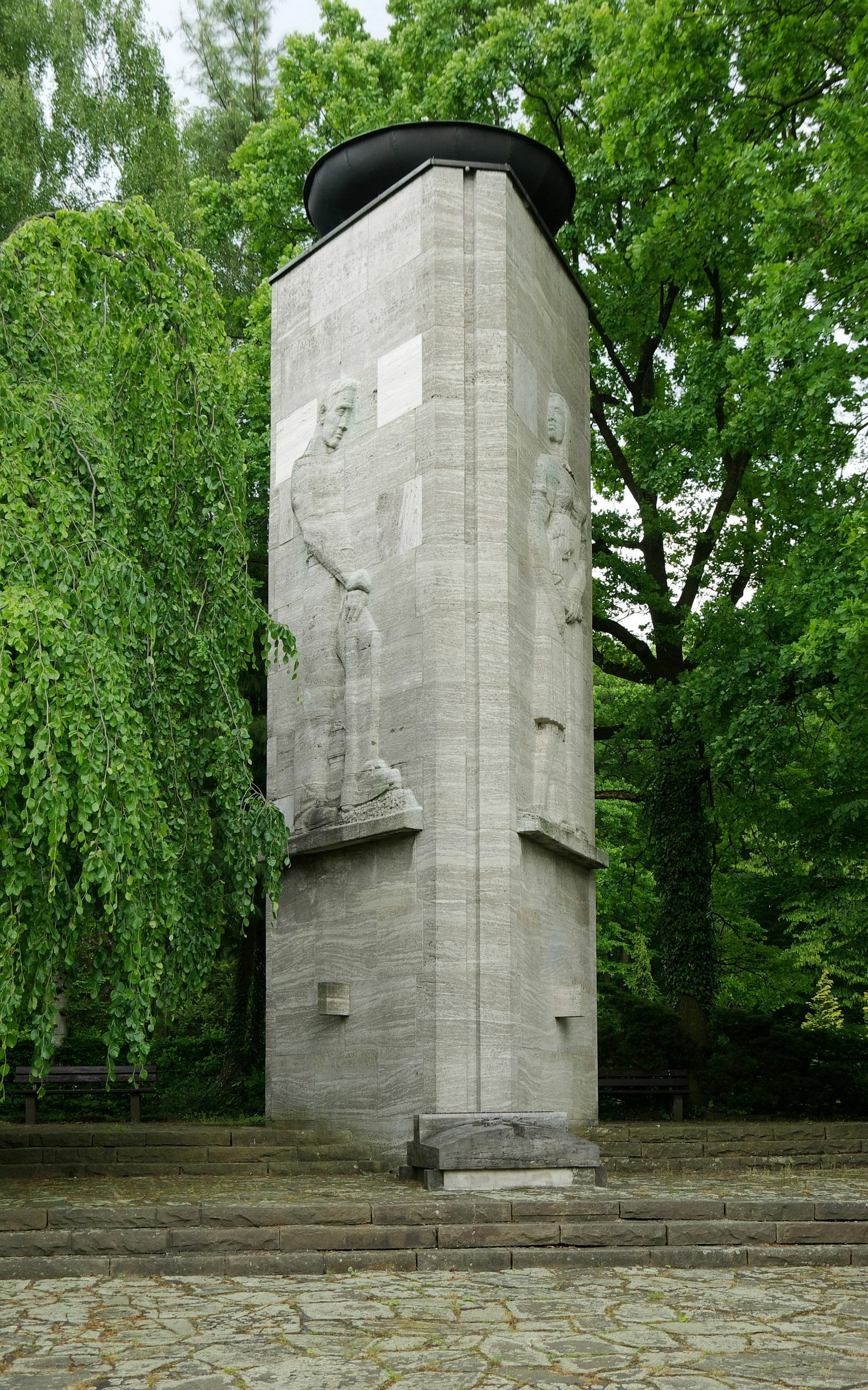
Gedenkstätte
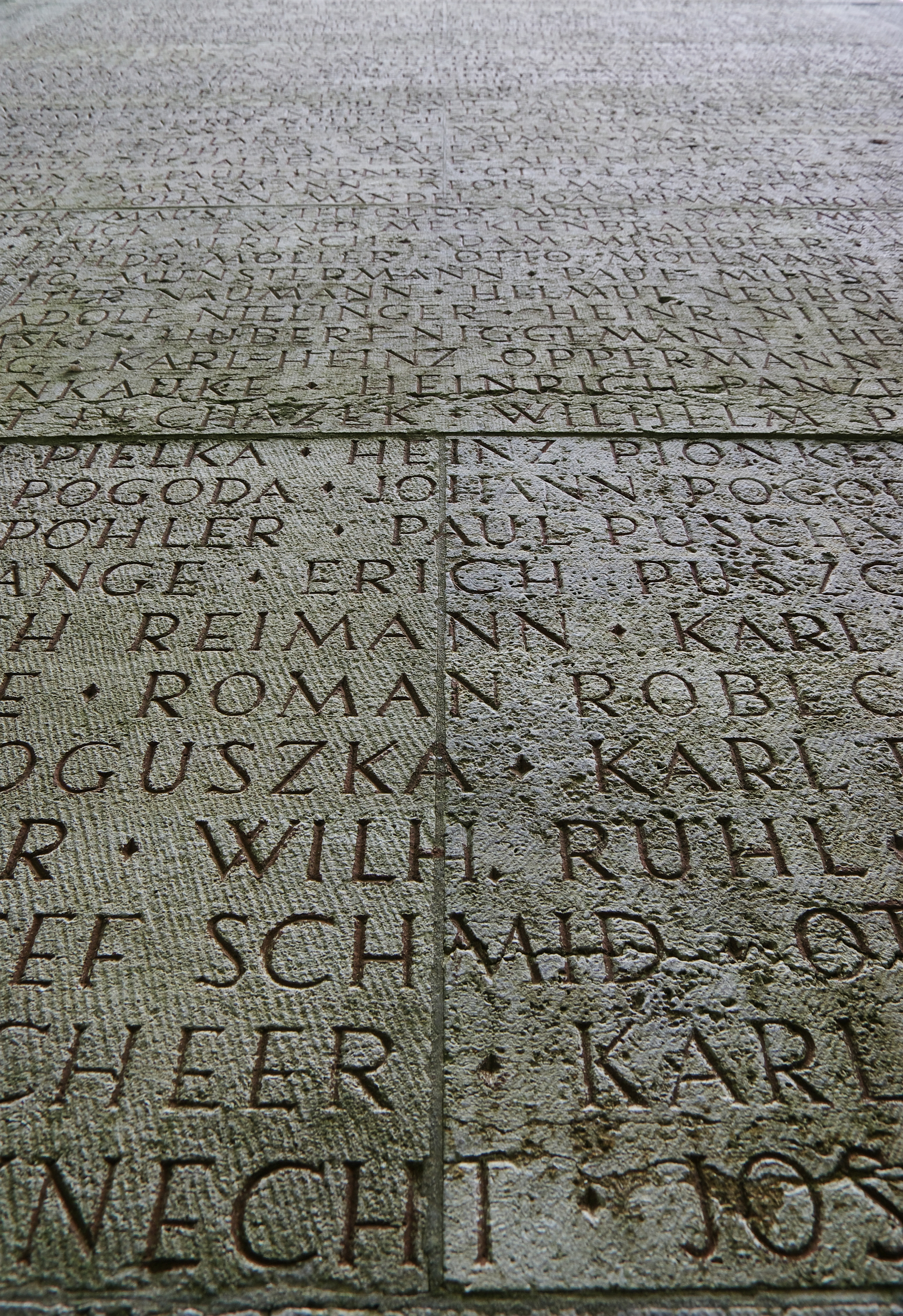
Namensliste